# Melissa Bowen
Melissa Bowen es una personaje ficticia quien fue la madre de Dagger en Marvel Comics. 
Melissa Bowen hizo su debut de acción en vivo en la serie de televisión del Universo Cinematográfico de Marvel, Cloak & Dagger, interpretada por Andrea Roth.

## Historial de publicaciones
El personaje, creado por Bill Mantlo y Rick Leonardi, apareció por primera vez en Cloak y Dagger # 4 (enero de 1984).

## Biografía ficticia
El personaje, una socialista rica, fue representada como muy distante emocionalmente de su hija. Cuando Tandy se escapa, Melissa se irrita con ella debido al costo de contratar a personas para que la busquen.
Cuando el Padre Delgado, el amigo de Tandy, organizó una reunión entre las dos mujeres, Melissa desestimó el comportamiento de Tandy por actuar para avergonzarla. Esta fue la cuña final entre madre e hija, que no han hablado desde entonces.

## En otros medios
Melissa Bowen aparece en la serie de Freeform, Cloak & Dagger, interpretada por Andrea Roth. Después del accidente automovilístico que mató a Nathan en la noche con la Plataforma del Golfo Roxxon se derrumbó, Melissa luchó por llegar a fin de mes mientras lidiaba con el hecho de que Roxxon recuperó algunas de las cosas de Nathan de su casa tras su muerte y disparó póstumamente con la ayuda de su abogado Greg. Mientras que ella todavía ama a su hija, Melissa se ha convertido en una alcohólica y una drogadicta y ha estado trabajando en empleos mal pagados de los que sigue siendo despedida. A pesar de sus muchos defectos, muestra una preocupación genuina por su hija. Además, ella termina en una relación con el abogado casado Greg Pressfield, pero ella rompe con él. Ella se arrepiente de inmediato de esto, pero él es asesinado por una mujer golpeadora que se hace pasar por una persona que entrega un bidón de agua. En "Ghost Stories", Melissa y Tandy celebran el aniversario de la muerte de Nathan. Tandy y Tyrone más tarde accedieron a la memoria de Melissa, donde se demostró que una vez abofeteó a Melissa por derramar café en sus papeles. Esto llevó a que Tandy aceptara la oferta de Peter Scarborough para sacar a Melissa del parque de casas rodantes. En "Back Breaker", la asesina que mató a Greg se enfrenta a Melissa en su casa trabajando bajo las órdenes de Peter Scarsborough cuando Tandy visita a su madre. Ella le dice a Tandy que tiene hasta la cuenta de tres para que salga antes de que le dispare a Melissa. Gracias a una táctica de Tandy, ella salvó a su madre de la asesina y se fue para enfrentar a Peter Scarsborough. Después de la crisis de Terrores, Melissa está limpiando su casa cuando Tandy llega a casa y le muestra un periódico que indica que Roxxon fue responsable del incidente.
En la segunda temporada, Tandy y Melissa han mejorado su relación al asistir a un grupo de apoyo para mujeres. Más tarde, Tandy encuentra alcohol, pastillas y comida china en Melissa. Melissa es vista más tarde entre las mujeres cautivadas por Andre Deschaine. Melissa aparece dentro de la dimensión Loa observando la actuación de Andre. Después de ser golpeada por el ligero ataque de Tandy, ella, Mikayla Bell y Mina Hess sostienen a Andre mientras Tyrone y Tandy terminan con él. Melissa es vista más tarde viendo a Tandy cuando se va de Nueva Orleans.